# Bukowina (województwo lubelskie)
Bukowina – wieś w Polsce, położona w województwie lubelskim, w powiecie biłgorajskim, w gminie Biszcza. Leży na Płaskowyżu Tarnogrodzkim, nad Łazowną.
Bukowina składa się z dwóch sołectw: Bukowina Pierwsza (Kolonia Zachodnia i Arenda) i Bukowina Druga (Stara wieś, Koniec i Kolonia Wschodnia). Według Narodowego Spisu Powszechnego (III 2011 r.) liczyła 979 mieszkańców i była drugą co do wielkości miejscowością gminy Biszcza.  
Od południa Bukowina przylega do województwa podkarpackiego, granicę stanowi rzeka Złota, zwana też Bukowinką. Przez wieś przebiega droga wojewódzka nr 863.
| SIMC    | Nazwa             | Rodzaj    |
| ------- | ----------------- | --------- |
| 0886601 | Arenda            | część wsi |
| 0886618 | Kolonia Wschodnia | część wsi |
| 0886624 | Kolonia Zachodnia | część wsi |
| 0886630 | Koniec            | część wsi |
| 0886647 | Stara Wieś        | część wsi |

Wierni Kościoła rzymskokatolickiego należą do parafii Najświętszego Serca Pana Jezusa w Biszczy.

## Historia
W roku 1588 król Zygmunt III Waza darował Bukowinę hetmanowi i kanclerzowi wielkiemu koronnemu, Janowi Zamoyskiemu, w nagrodę za wspieranie w czasie elekcji i zwycięstwo pod Byczyną. Po utworzeniu Akademii Zamojskiej, w roku 1600 hetman „(…) wieś Bukowinę ze wszystkimi jej pożytkami i przynależnościami” nadał jako uposażenie profesorom uczelni. Bukowina stała się także miejscem wypoczynku (letniskiem) profesorów Akademii Zamojskiej. Z pobytami we wsi profesorów wiąże się powstanie najcenniejszego w okolicy zabytku, w Bukowinie II znajduje się drewniany kościół pw. Ofiarowania Najświętszej Maryi Panny. W 1637 r. staraniem profesorów Akademii Zamojskiej zbudowano w Bukowinie skromną kapliczkę. W latach 1674–1675 ks. Andrzej Abrek, profesor Akademii, zbudował nową kaplicę, do której dobudowano zakrystię i kruchtę, przekształcając w obecny kościół filialny pw. Ofiarowania Najświętszej Maryi Panny. Bukowinianie czczą także Matkę Boską Anielską, której obraz znajduje się w ołtarzu bocznym. W kościele odbywają się w roku dwa odpusty, ku czci Ofiarowania Najświętszej Maryi Panny (21 listopada) i Matki Boskiej Anielskiej (2 sierpnia), który przyciąga szczególnie duże rzesze wiernych.
Kościół, uznany za zabytek klasy zerowej, zbudowany jest na kamiennej podmurówce, z drewnianych ciosanych belek, ma konstrukcję zrębową na węgieł gładki; jest oszalowany i otoczony nietypowym w tym regionie góralskim ogrodzeniem z poziomo ułożonych tarcic. Całość ogrodzenia pokryta jest gontowym daszkiem.
Wnętrze jednonawowego kościółka z przedsionkiem i niewielką zakrystią zdobią barokowe rzeźby, obrazy i stare malowidła, charakterystyczne dla malarstwa włoskiego. W ołtarzu głównym jak już wyżej wspomniano znajduje się obraz „Matki Boskiej z Dzieciątkiem”, który jest kopią „Matki Boskiej Śnieżnej” z bazyliki Santa Maria Maggiore w Rzymie - podobnie jak cudowny obraz „Matki Boskiej Berdyczowskiej”. Osobliwością jest obraz „Adoracja Matki Boskiej z Dzieciątkiem przez Jana Kantego i św. Antoniego”, z widokiem Zamościa w tle, a także „Adoracja Świętej Trójcy” w tle – jak przypuszczają historycy sztuki – ze starym Szczebrzeszynem.
W bramie wejściowej na cmentarz kościelny znajduje się dzwon ważący około 280 kg, ufundowany pod koniec XIX wieku przez młodych Bukowinian. Otrzymał on imię „Józef – Oblubieniec Najświętszej Maryi Panny”, a poświęcił go biskup warszawski, Kazimierz Ruszkiewicz. Dzwon ma własną ciekawą historię.
W kościele znajduje się też tablica upamiętniająca ofiary II wojny światowej. 1 lipca 1943 r. dokonano wysiedlenia polskich mieszkańców Bukowiny przez Niemców w ramach akcji Werwolf; na ich miejsce przymusowo sprowadzono Ukraińców z Grodysławic. W miejscowości utworzono także posterunek Ukraińskiej Policji Pomocniczej, którego załoga szczególnie aktywnie brała udział w represjach wobec ludności polskiej. Podczas wysiedlenia zginęło 12 mieszkańców Bukowiny. W nocy z 25 na 26 lipca 1943 r. oddział partyzancki Franciszka Przysiężniaka „Ojca Jana” w odwecie spalił 31 gospodarstw należących pierwotnie do Polaków, a zamieszkanych przez przesiedlonych Ukraińców. Polscy partyzanci zabili 10 cywilnych Ukraińców i spalili posterunek policji, którego załoga zbiegła ze wsi krótko po ataku. Posterunek policji przeniesiony po tym wydarzeniu do Biszczy, zaś Ukraińcy uciekli ze wsi do innych miejscowości.
W latach 1954–1959 wieś należała i była siedzibą władz gromady Bukowina, po jej zniesieniu w gromadzie Biszcza. W latach 1975–1998 miejscowość administracyjnie należała do województwa zamojskiego.
W Bukowinie II znajduje się Dom Weselny z m.in. remizą strażacką oraz szkoła podstawowa.
Gęstość zaludnienia w Bukowinie jest niewielka z uwagi na przeprowadzoną w 1935 roku komasację. Scalenie gruntów sprawiło, że wieś ma charakterystyczny układ osiedleńczy – tzw. kolonie. Większą część powierzchni wsi zajmują pola uprawne, a poza tym łąki i lasy. Mieszkańcy trudnią się głównie rolnictwem. Uprawia się tu zboża, rzepak, kukurydzę, tytoń, grykę, owoce miękkie i warzywa oraz hoduje krowy mleczne i mięsne. Okoliczne lasy obfitują w grzyby, najczęściej spotykane gatunki grzybów to kurki, podgrzybki, gąski, purchawki oraz opieńki.

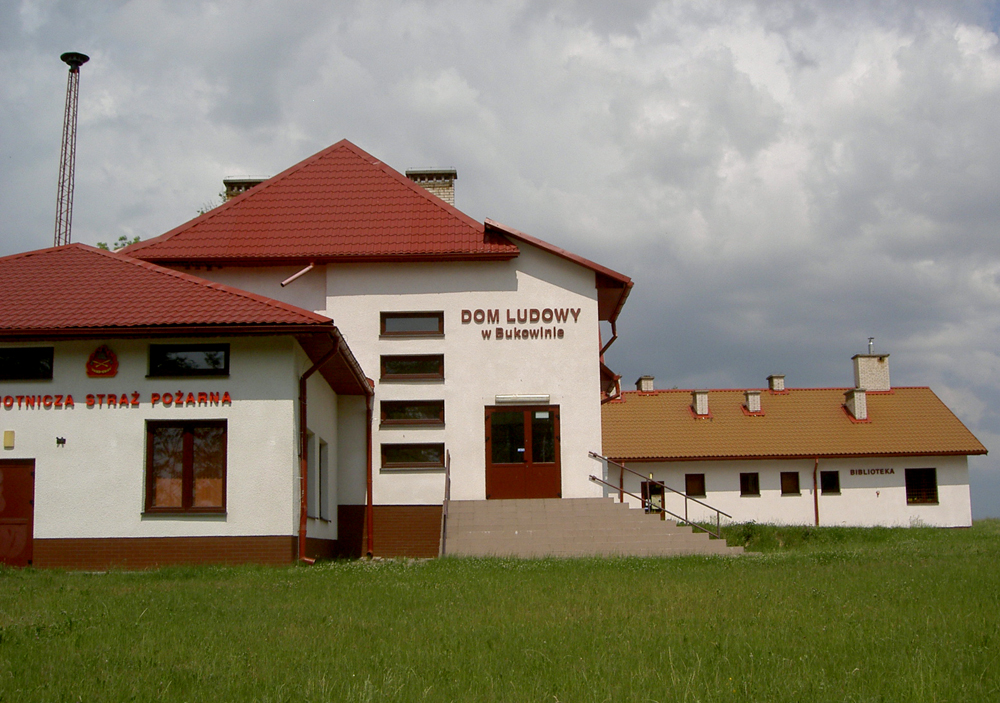
Dom Ludowy w Bukowinie
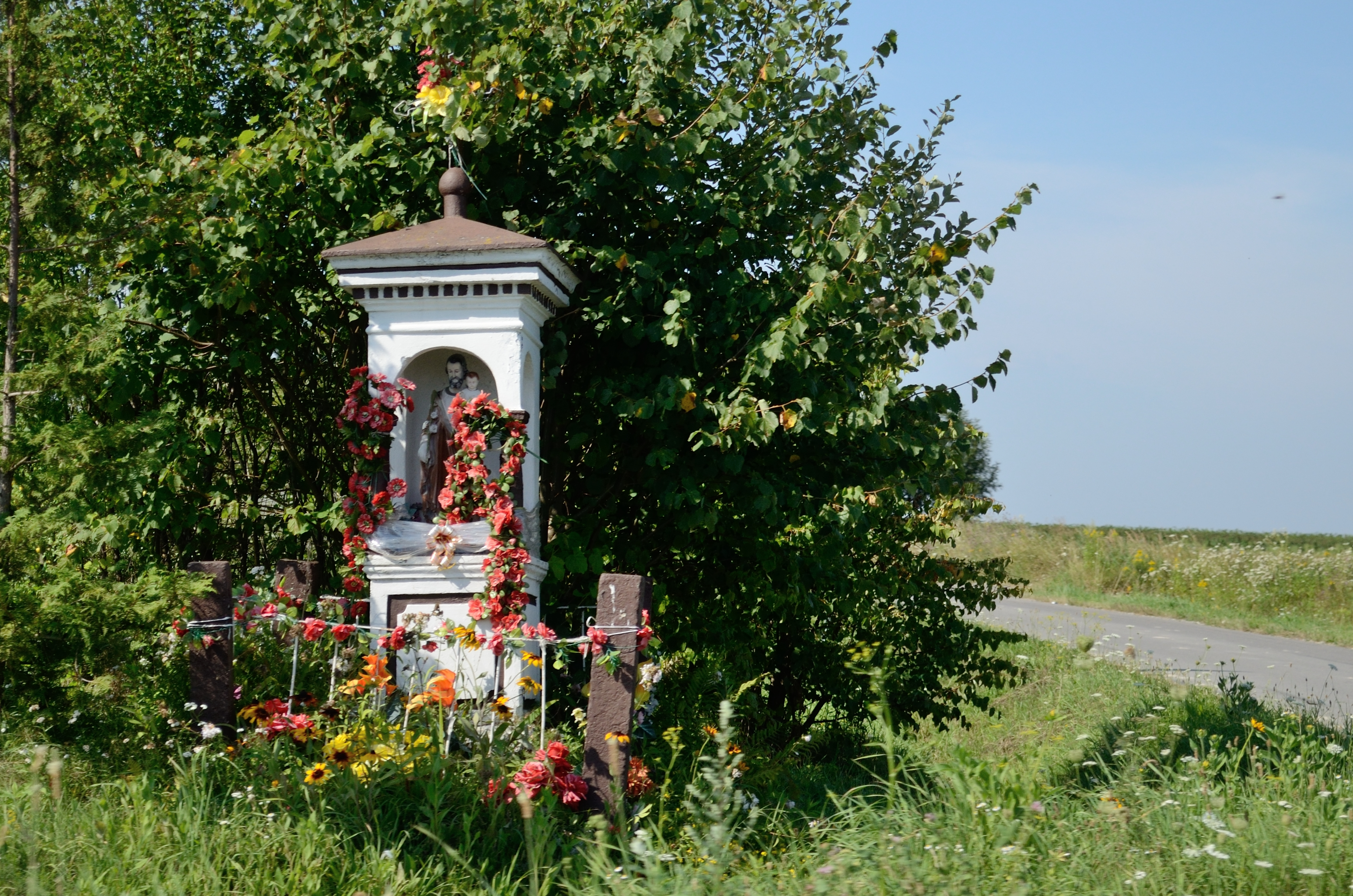
Kapliczka
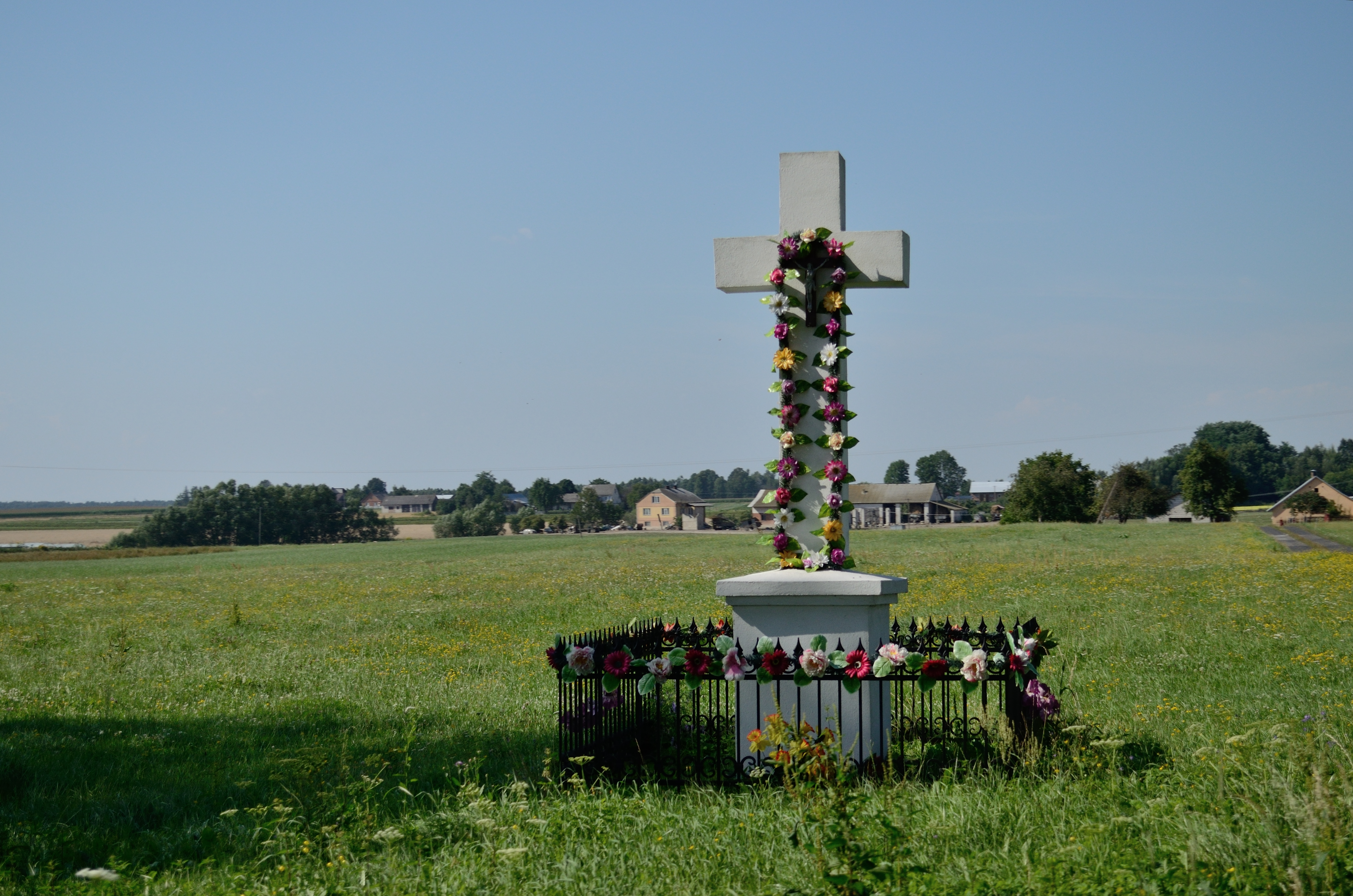
Krzyż